# Spoorlijn Gospel Oak - Barking
De Gospel Oak to Barking Line (ook wel bekend als GOBLIN) is een spoorlijn in het noordoosten van Londen in het Verenigd Koninkrijk. 
De spoorlijn, die gebruikt wordt voor het vervoer van reizigers en goederen, is samengesteld uit lijnen die uit de 19e eeuw dateren. De huidige route heeft de lijn sinds 1981, toen het beginpunt Kentish Town werd vervangen door station Gospel Oak, waartoe een verbindingsboog werd aangelegd. De reizigersdienst, die tot 1994 werd verzorgd door British Rail, werd vanaf 1997 geëxploiteerd door Silverlink, dat het oude onbetrouwbare dieselmaterieel verving door iets minder oude treinstellen. Sinds 2007 is de lijn in handen van London Overground als onderdeel van het vervoerssysteem van Greater London onder de vlag van Transport for London.  
Ongebruikelijk voor de regio Londen was, dat deze lijn niet geëlektrificeerd was. In 2014 heeft de Greater London Authority toestemming gegeven voor de elektrificatie, die in 2018 gereed kwam. Daarbij werd ook de capaciteit uitgebreid, zodat er meer en langere treinen kunnen rijden. Van een bestelling van 39 elektrische vierwagentreinstellen van het type Aventra (Class 710), grotendeels bedoeld voor voorstadslijnen die London Overground vanuit station London Liverpool Street exploiteert, zijn er acht bestemd voor de Gospel Oak to Barking Line. Zij kwamen vanaf mei 2019 in dienst en vervingen de dieseltreinstellen Class 172 Turbostar, die London Overground vanaf 2010 op de lijn had ingezet.  
De rijksoverheid had bij de publicatie van het 2014 United Kingdom budget bekendgemaakt dat er financiën zouden worden vrijgemaakt om de Gospel Oak to Barking Line te verlengen naar Barking Riverside, een gebied waar 10.000 woningen zouden moeten komen en waar op de Barking Riverside Pier de overstap kan gemaakt worden met het watertransport van Thames Clippers.  Deze verlenging van 1,5 km werd op 18 juli 2022 in gebruik genomen, na een investering van 327 miljoen Britse pond. 

## Stations
- Gospel Oak - overstap North London Line
- Upper Holloway
- Crouch Hill
- Harringay Green Lanes
- South Tottenham
- Blackhorse Road - overstap Victoria Line
- Walthamstow Queens Road
- Leyton Midland Road
- Leytonstone High Road
- Wanstead Park
- Woodgrange Park
- Barking - overstap Hammersmith & City Line, District Line en London, Tilbury & Southend Railway
- Barking Riverside - overstap op Thames Clippers watertransport van de Barking Riverside Pier

## Externe link

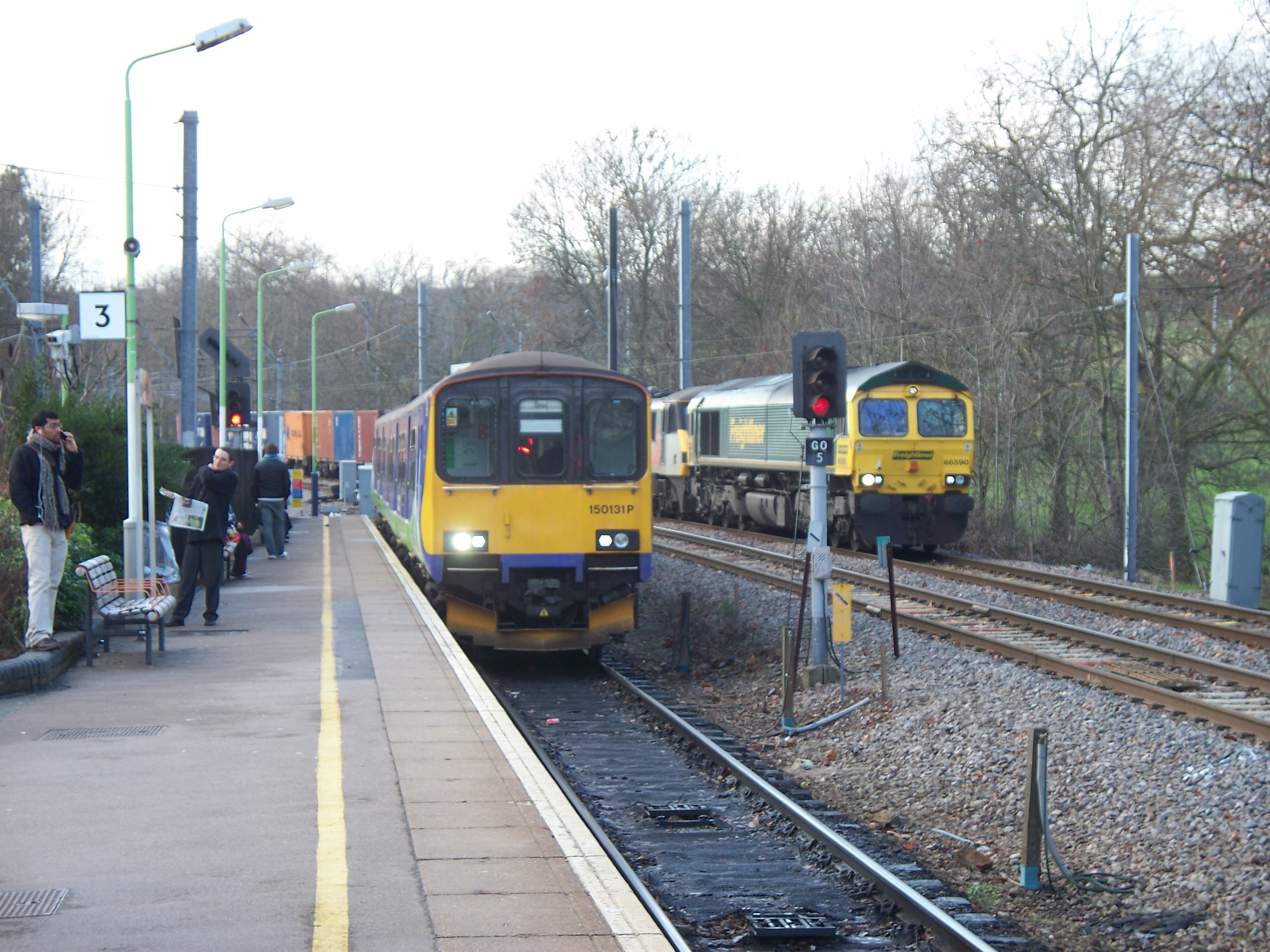
Station Gospel Oak met een dieseltreinstel Class 150 van Silverlink en een goederentrein, getrokken door een Class 66, 4 februari 2009

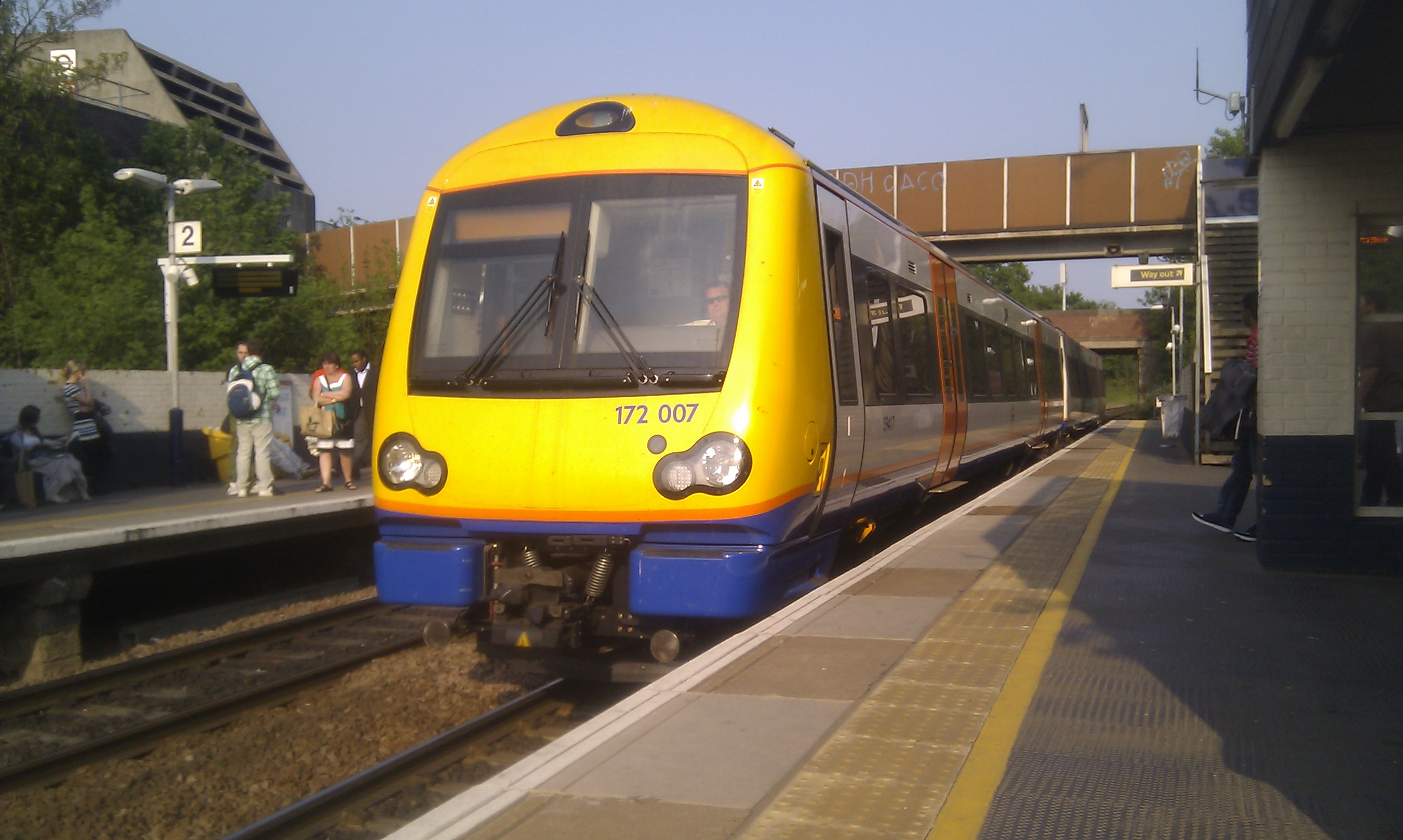
Station Blackhorse Road met een dieseltreinstel Class 172 van London Overground, 20 april 2011